# Carnegieodoxa eximia
Carnegieodoxa eximia là một loài thực vật có hoa trong họ Monimiaceae. Loài này được (Perkins) G.Perkins miêu tả khoa học đầu tiên năm 1914.